# Tweede afdeling 2022-23 (voetbal België)
Het seizoen 2022-23 van de Belgische Tweede afdeling ging van start in september 2022 en eindigde in juni 2023. De competitie telt drie reeksen van achttien ploegen. Twee reeksen met clubs zijn aangesloten bij VV en één bij de ACFF.
Vanaf dit seizoen werden er beloftenteams van zes 1A-clubs toegevoegd: K. Beerschot VA (VV), KV Mechelen (VV), Cercle Brugge (VV), SV Zulte Waregem (VV), RFC Seraing (ACFF) en R. Union Saint-Gilloise (ACFF).

## Gedegradeerde teams
Deze teams degradeerden voor aanvang van het seizoen uit Eerste nationale
- La Louvière Centre

## Gepromoveerde teams
Deze teams promoveerden voor aanvang van het seizoen uit de Derde afdeling

### Rechtstreeks
- KSV Oostkamp (kampioen VV A)
- KRC Mechelen (kampioen VV B)
- Union Namur (kampioen ACFF A)
- Stade Disonais (kampioen ACFF B)

### Via eindronde
- FC Lebbeke (2e VV A)
- KM Torhout (4e VV A)
- Erpe-Mere United (6e VV A)
- KVC Lille United (4e VV B)
- KFC Turnhout (5e VV B)
- RUS Binche (6e ACFF A)

## Promoverende teams

### Rechtstreeks
- KSC Lokeren-Temse (kampioen VV A)
- R. Cappellen FC (kampioen VV B)
- Union Namur (vice-kampioen ACFF)

## Degraderende teams

### Rechtstreeks
- KVK Westhoek (17e VV A)
- Erpe-Mere United (18e VV A)
- SK Pepingen-Halle (17e VV B)
- K. Beerschot VA U23 (18e VV B)
- Solières Sport (16e ACFF)
- RFC Seraing U23 (17e ACFF)
- R. Stade Waremmien FC (18e ACFF)

### Via eindronde
- KFC Turnhout (16e VV B)

## Clubs

### Tweede afdeling VV A
| # kaart | Stam- nummer | Club               | Plaats                |
| ------- | ------------ | ------------------ | --------------------- |
| 1       | 11           | KRC Gent           | Gent                  |
| 2       | 12           | Jong Cercle        | Brugge                |
| 3       | 81           | KSV Oudenaarde     | Oudenaarde            |
| 4       | 90           | SC Eendracht Aalst | Aalst                 |
| 5       | 95           | RFC Wetteren       | Wetteren              |
| 6       | 100          | KVK Westhoek       | Poperinge & Ieper     |
| 7       | 822          | KM Torhout         | Torhout               |
| 8       | 1574         | RC Harelbeke       | Harelbeke             |
| 9       | 3551         | KFC Merelbeke      | Merelbeke             |
| 10      | 3821         | KFC Sparta Petegem | Petegem-aan-de-Leie   |
| 11      | 4165         | KVV Zelzate        | Zelzate               |
| 12      | 4297         | KSC Lokeren-Temse  | Lokeren & Temse       |
| 13      | 5343         | Erpe-Mere United   | Bambrugge & Erpe-Mere |
| 14      | 5381         | Jong Essevee       | Waregem               |
| 15      | 5553         | K. Olsa Brakel     | Brakel                |
| 16      | 5956         | KSV Oostkamp       | Oostkamp              |
| 17      | 7074         | KSC Dikkelvenne    | Dikkelvenne           |
| 18      | 9512         | FC Gullegem        | Gullegem              |

### Tweede afdeling VV B
| # kaart | Stam- nummer | Club                      | Plaats           |
| ------- | ------------ | ------------------------- | ---------------- |
| 1       | 13           | K. Beerschot VA U23       | Antwerpen        |
| 2       | 24           | KRC Mechelen              | Mechelen         |
| 3       | 25           | Jong KV Mechelen          | Mechelen         |
| 4       | 28           | K. Berchem Sport          | Berchem          |
| 5       | 37           | K. Sporting Hasselt       | Hasselt          |
| 6       | 43           | R. Cappellen FC           | Kapellen         |
| 7       | 52           | K. Lyra-Lierse            | Lier             |
| 8       | 54           | KSK Tongeren              | Tongeren         |
| 9       | 148          | KFC Turnhout              | Turnhout         |
| 10      | 544          | SC City Pirates Antwerpen | Merksem          |
| 11      | 595          | K. Bocholter VV           | Bocholt          |
| 12      | 2618         | KVC Lille United          | Lille            |
| 13      | 3630         | K. Londerzeel SK          | Londerzeel       |
| 14      | 3887         | K. Diegem Sport           | Diegem           |
| 15      | 5775         | SV Belisia Bilzen         | Bilzen           |
| 16      | 7741         | SK Pepingen-Halle         | Pepingen & Halle |
| 17      | 8601         | FC Lebbeke                | Lebbeke          |
| 18      | 8721         | RC Hades Kiewit Hasselt   | Kiewit           |

### Tweede afdeling ACFF
| # kaart | Stam- nummer | Club                        | Plaats                   |
| ------- | ------------ | --------------------------- | ------------------------ |
| 1       | 10           | R. Union Saint-Gilloise U23 | Vorst                    |
| 2       | 156          | Union Namur                 | Namen                    |
| 3       | 167          | RFC Seraing U23             | Seraing                  |
| 4       | 190          | R. Stade Waremmien FC       | Borgworm                 |
| 5       | 213          | La Louvière Centre          | La Louvière              |
| 6       | 474          | RSD Jette                   | Jette                    |
| 7       | 1614         | RUS Rebecquoise             | Rebecq                   |
| 8       | 2239         | RRC Stockay-Warfusée        | Saint-Georges-sur-Meuse  |
| 9       | 2774         | R. Entente Acren Lessines   | Twee-Akren               |
| 10      | 2871         | RCS Verlaine                | Verlaine                 |
| 11      | 3114         | RRC Hamoir                  | Hamoir                   |
| 12      | 3835         | RUS Binche                  | Binche                   |
| 13      | 4454         | RFC Meux                    | Meux                     |
| 14      | 5632         | R. Union Tubize-Braine      | Tubeke & 's-Gravenbrakel |
| 15      | 5779         | RFC Warnant                 | Warnant                  |
| 16      | 7569         | FC Ganshoren                | Ganshoren                |
| 17      | 9410         | Stade Disonais              | Dison                    |
| 18      | 9426         | Solières Sport              | Solières                 |

## Klassementen

### Tweede afdeling VV A
| Pos | Team               | Wed | W  | G  | V  | Ptn | DV | DT | +/− | Kwalificatie of degradatie                |
| --- | ------------------ | --- | -- | -- | -- | --- | -- | -- | --- | ----------------------------------------- |
| 1   | KSC Lokeren-Temse  | 34  | 22 | 7  | 5  | 73  | 66 | 35 | +31 | Promotie naar Eerste nationale            |
| 2   | KFC Sparta Petegem | 34  | 17 | 8  | 9  | 59  | 68 | 55 | +13 | Kwalificatie voor Eindronde promotie      |
| 3   | KSV Oostkamp       | 34  | 16 | 10 | 8  | 58  | 77 | 51 | +26 | Kwalificatie voor Eindronde promotie      |
| 4   | Jong Cercle        | 34  | 16 | 7  | 11 | 55  | 54 | 43 | +11 | Kwalificatie voor Eindronde promotie      |
| 5   | KRC Gent           | 34  | 15 | 8  | 11 | 53  | 63 | 51 | +12 |                                           |
| 6   | KFC Merelbeke      | 34  | 14 | 11 | 9  | 53  | 47 | 36 | +11 |                                           |
| 7   | SC Eendracht Aalst | 34  | 15 | 6  | 13 | 51  | 55 | 44 | +11 | Kwalificatie voor Eindronde promotie      |
| 8   | Jong Essevee       | 34  | 14 | 8  | 12 | 50  | 64 | 49 | +15 |                                           |
| 9   | KSC Dikkelvenne    | 34  | 14 | 8  | 12 | 50  | 53 | 55 | −2  |                                           |
| 10  | KSV Oudenaarde     | 34  | 13 | 10 | 11 | 49  | 60 | 64 | −4  |                                           |
| 11  | KVV Zelzate        | 34  | 13 | 6  | 15 | 45  | 53 | 55 | −2  |                                           |
| 12  | KM Torhout         | 34  | 12 | 8  | 14 | 44  | 57 | 46 | +11 |                                           |
| 13  | K. Olsa Brakel     | 34  | 12 | 8  | 14 | 44  | 49 | 54 | −5  |                                           |
| 14  | RC Harelbeke       | 34  | 11 | 8  | 15 | 41  | 46 | 60 | −14 |                                           |
| 15  | FC Gullegem        | 34  | 10 | 11 | 13 | 41  | 57 | 53 | +4  |                                           |
| 16  | RFC Wetteren       | 34  | 9  | 8  | 17 | 35  | 41 | 67 | −26 | Kwalificatie voor Eindronde degradatie VV |
| 17  | KVK Westhoek       | 34  | 8  | 11 | 15 | 35  | 44 | 66 | −22 | Degradatie naar Derde afdeling            |
| 18  | Erpe-Mere United   | 34  | 2  | 3  | 29 | 9   | 23 | 93 | −70 | Degradatie naar Derde afdeling            |

### Tweede afdeling VV B
| Pos | Team                      | Wed | W  | G  | V  | Ptn | DV | DT | +/− | Kwalificatie of degradatie                |
| --- | ------------------------- | --- | -- | -- | -- | --- | -- | -- | --- | ----------------------------------------- |
| 1   | R. Cappellen FC           | 34  | 20 | 6  | 8  | 66  | 61 | 37 | +24 | Promotie naar Eerste nationale            |
| 2   | RC Hades Kiewit Hasselt   | 34  | 18 | 8  | 8  | 62  | 51 | 32 | +19 | Kwalificatie voor Eindronde promotie      |
| 3   | K. Sporting Hasselt       | 34  | 17 | 7  | 10 | 58  | 52 | 42 | +10 | Kwalificatie voor Eindronde promotie      |
| 4   | SV Belisia Bilzen         | 34  | 17 | 5  | 12 | 56  | 55 | 37 | +18 | Kwalificatie voor Eindronde promotie      |
| 5   | KSK Tongeren              | 34  | 17 | 5  | 12 | 56  | 61 | 56 | +5  |                                           |
| 6   | K. Lyra-Lierse            | 34  | 16 | 7  | 11 | 55  | 64 | 45 | +19 |                                           |
| 7   | Jong KV Mechelen          | 34  | 15 | 9  | 10 | 54  | 60 | 48 | +12 |                                           |
| 8   | K. Diegem Sport           | 34  | 14 | 10 | 10 | 52  | 56 | 51 | +5  |                                           |
| 9   | K. Bocholter VV           | 34  | 14 | 7  | 13 | 49  | 54 | 46 | +8  |                                           |
| 10  | KRC Mechelen              | 34  | 12 | 11 | 11 | 47  | 45 | 36 | +9  |                                           |
| 11  | KVC Lille United          | 34  | 13 | 7  | 14 | 46  | 55 | 59 | −4  |                                           |
| 12  | SC City Pirates Antwerpen | 34  | 12 | 8  | 14 | 44  | 56 | 75 | −19 | Kwalificatie voor Eindronde promotie      |
| 13  | K. Londerzeel SK          | 34  | 10 | 11 | 13 | 41  | 51 | 48 | +3  |                                           |
| 14  | K. Berchem Sport          | 34  | 10 | 8  | 16 | 38  | 45 | 61 | −16 |                                           |
| 15  | FC Lebbeke                | 34  | 10 | 8  | 16 | 38  | 47 | 64 | −17 |                                           |
| 16  | KFC Turnhout              | 34  | 10 | 4  | 20 | 34  | 68 | 81 | −13 | Kwalificatie voor Eindronde degradatie VV |
| 17  | SK Pepingen-Halle         | 34  | 7  | 7  | 20 | 28  | 36 | 66 | −30 | Degradatie naar Derde afdeling            |
| 18  | K. Beerschot VA U23       | 34  | 7  | 6  | 21 | 27  | 40 | 73 | −33 | Degradatie naar Derde afdeling            |

### Tweede afdeling ACFF
| Pos | Team                        | Wed | W  | G  | V  | Ptn | DV | DT | +/− | Kwalificatie of degradatie           |
| --- | --------------------------- | --- | -- | -- | -- | --- | -- | -- | --- | ------------------------------------ |
| 1   | RFC Warnant                 | 34  | 22 | 6  | 6  | 72  | 58 | 31 | +27 |                                      |
| 2   | Union Namur                 | 34  | 19 | 5  | 10 | 62  | 75 | 53 | +22 | Promotie naar Eerste nationale       |
| 3   | R. Union Tubize-Braine      | 34  | 18 | 7  | 9  | 61  | 70 | 33 | +37 | Kwalificatie voor Eindronde promotie |
| 4   | La Louvière Centre          | 34  | 18 | 5  | 11 | 56  | 62 | 46 | +16 | Kwalificatie voor Eindronde promotie |
| 5   | RFC Meux                    | 34  | 16 | 8  | 10 | 56  | 51 | 46 | +5  | Kwalificatie voor Eindronde promotie |
| 6   | RUS Binche                  | 34  | 15 | 10 | 9  | 55  | 54 | 43 | +11 | Kwalificatie voor Eindronde promotie |
| 7   | RUS Rebecquoise             | 34  | 16 | 5  | 13 | 53  | 61 | 54 | +7  |                                      |
| 8   | RRC Stockay-Warfusée        | 34  | 15 | 8  | 11 | 53  | 45 | 41 | +4  |                                      |
| 9   | RCS Verlaine                | 34  | 15 | 6  | 13 | 51  | 55 | 41 | +14 |                                      |
| 10  | Stade Disonais              | 34  | 12 | 12 | 10 | 48  | 45 | 45 | 0   |                                      |
| 11  | RRC Hamoir                  | 34  | 12 | 9  | 13 | 45  | 47 | 64 | −17 |                                      |
| 12  | R. Entente Acren Lessines   | 34  | 14 | 2  | 18 | 44  | 54 | 66 | −12 |                                      |
| 13  | FC Ganshoren                | 34  | 11 | 12 | 11 | 45  | 47 | 47 | 0   |                                      |
| 14  | R. Union Saint-Gilloise U23 | 34  | 10 | 8  | 16 | 38  | 53 | 53 | 0   |                                      |
| 15  | RSD Jette                   | 34  | 9  | 8  | 17 | 35  | 45 | 56 | −11 |                                      |
| 16  | Solières Sport              | 34  | 8  | 7  | 19 | 31  | 54 | 77 | −23 | Degradatie naar Derde afdeling       |
| 17  | RFC Seraing U23             | 34  | 6  | 6  | 22 | 24  | 39 | 76 | −37 | Degradatie naar Derde afdeling       |
| 18  | R. Stade Waremmien FC       | 34  | 3  | 10 | 21 | 19  | 30 | 73 | −43 | Degradatie naar Derde afdeling       |

1. ↑  RFC Warnant vroeg geen licentie aan voor Eerste nationale. Hierdoor kon het, ondanks de titel, niet promoveren noch meedoen aan de eindronde voor promotie. Als gevolg hiervan promoveerde Union Namur rechtstreeks. RUS Binche kreeg als best geklasseerde het resterende eindrondeticket.
2. ↑  La Louvière Centre kreeg bij de start van het seizoen 3 punten afgetrokken omwille van het niet behalen van een geldige licentie tijdens het seizoen 2021/22.
3. ↑  RFC Seraing U23 kreeg 7 punten afgetrokken omwille van onvoldoende eigen opgeleide spelers in de selectie voor de volgende drie wedstrijden: thuis tegen Solières Sport (2-1), uit tegen RCS Verlaine (2-3) en thuis tegen RUS Binche (1-1). De resultaten van deze wedstrijden werden allen omgezet in een 0-5 forfaitnederlaag voor RFC Seraing U23.

## Periodekampioenen

### Tweede afdeling VV A
- Eerste periode: SC Eendracht Aalst, 22 punten
- Tweede periode: KSC Lokeren-Temse, 31 punten
- Derde periode: KSC Lokeren-Temse, 25 punten

### Tweede afdeling VV B
- Eerste periode: K. Sporting Hasselt, 23 punten
- Tweede periode: RC Hades Kiewit Hasselt, 29 punten
- Derde periode: SC City Pirates Antwerpen, 25 punten

### Tweede afdeling ACFF
- Eerste periode: RFC Warnant, 25 punten
- Tweede periode: RFC Meux, 27 punten
- Derde periode: R. Union Tubize-Braine, 25 punten

## Eindronde promotie

### Kwalificatie VV
De eindronde wordt gespeeld door de teams die tweede eindigen in het eindklassement en de drie periodekampioenen. Indien één of meerdere periodes gewonnen worden door de uiteindelijke kampioen of door dezelfde club, krijgt de best geklasseerde ploeg zonder eindrondeticket een plek in de eindronde.
Eerste ronde
In de eerste ronde treden acht teams aan. De wedstrijden werden gespeeld op het veld van de club die bij de lottrekking als eerste geloot werd. In een rechtstreeks duel (met eventuele verlengingen en strafschoppen) werd bepaald wie doorging naar de volgende ronde. Van deze acht teams hadden echter maar vier teams een licentie voor Eerste nationale: Jong Cercle, K. Sporting Hasselt, SV Belisia Bilzen en SC Eendracht Aalst.
| Datum      | Uur   | Wedstrijden                                  | Uitslag        |  |
| ---------- | ----- | -------------------------------------------- | -------------- |  |
| 18/05/2023 | 15:00 | SC City Pirates Antwerpen - Jong Cercle      | 0-4            |  |
| 18/05/2023 | 15:00 | KFC Sparta Petegem - K. Sporting Hasselt     | 0-2            |  |
| 18/05/2023 | 15:00 | SV Belisia Bilzen - KSV Oostkamp             | 2-0            |  |
| 18/05/2023 | 15:00 | SC Eendracht Aalst - RC Hades Kiewit Hasselt | 0-0 (3-5 n.p.) |  |

Tweede ronde
De twee clubs die het in de tweede ronde halen, plaatsen zich voor een nieuwe eindronde met de nummer 14 uit Eerste nationale (Young Reds) en de winnaar van de ACFF-eindronde. Indien er minder dan twee teams met een licentie de tweede ronde winnen, dan wordt er nog een derde ronde gespeeld met de verliezers van de tweede ronde.
| Datum      | Uur   | Wedstrijden                                   | Uitslag |  |
| ---------- | ----- | --------------------------------------------- | ------- |  |
| 21/05/2023 | 15:00 | K. Sporting Hasselt - RC Hades Kiewit Hasselt | 5-0     |  |
| 21/05/2023 | 15:00 | SV Belisia Bilzen - Jong Cercle               | 0-1     |  |

### Kwalificatie ACFF
De eindronde wordt gespeeld door de teams die tweede eindigen in het eindklassement en de drie periodekampioenen. Indien één of meerdere periodes gewonnen worden door de uiteindelijke kampioen of door dezelfde club, krijgt de best geklasseerde ploeg zonder eindrondeticket een plek in de eindronde. 
Eerste ronde
In de eerste ronde treden vier teams aan. De wedstrijden werden gespeeld op het veld van de club die bij de lottrekking als eerste geloot werd. In een rechtstreeks duel (met eventuele verlengingen en strafschoppen) werd bepaald wie naar de tweede ronde mocht. Van deze vier teams hadden echter maar twee teams een licentie voor Eerste nationale: R. Union Tubize-Braine en La Louvière Centre.
| Datum      | Uur   | Wedstrijden                         | Uitslag        |  |
| ---------- | ----- | ----------------------------------- | -------------- |  |
| 18/05/2023 | 15:00 | La Louvière Centre - RFC Meux       | 3-0            |  |
| 18/05/2023 | 15:00 | R. Union Tubize-Braine - RUS Binche | 0-0 (7-8 n.p.) |  |

Tweede ronde
De club die het in de tweede ronde haalt, plaatst zich voor een nieuwe eindronde met de nummer 14 uit Eerste nationale (Young Reds) en de twee winnaars van de VV-eindronde.
| Datum      | Uur   | Wedstrijden                     | Uitslag |  |
| ---------- | ----- | ------------------------------- | ------- |  |
| 21/05/2023 | 15:00 | RUS Binche - La Louvière Centre | 1-2     |  |

### Eindronde
Eerste ronde
Bij de drie teams die zich kwalificeerden voor de eindronde werd de nummer 17 uit Eerste nationale gevoegd: Young Reds. De vier geplaatste clubs kunnen een ticket voor de finale bemachtigen. Indien er na 90 minuten geen winnaar is, volgen eventueel verlengingen en strafschoppen.
| Datum      | Uur   | Uitslag                           |     |  |
| ---------- | ----- | --------------------------------- | --- |  |
| 27/05/2023 | 20:00 | La Louvière Centre - Young Reds   | 0-2 |  |
| 28/05/2023 | 15:00 | K. Sporting Hasselt - Jong Cercle | 1-4 |  |

Finale
De winnaar promoveerde of bleef in Eerste nationale.
| Datum      | Uur   | Uitslag                  |     |  |
| ---------- | ----- | ------------------------ | --- |  |
| 04/06/2023 | 15:00 | Young Reds - Jong Cercle | 1-0 |  |

## Eindronde degradatie
De twee ploegen die zestiende eindigen in Tweede afdeling VV moeten in een rechtstreeks duel bepalen wie in Tweede afdeling zal blijven en wie zal zakken naar Derde afdeling.
Aangezien de winnaar van de eindronde voor promotie een Vlaamse club werd, bleef RFC Wetteren in Tweede afdeling. KFC Turnhout degradeerde naar Derde afdeling.
| Datum      | Uur   | Wedstrijd                   | Uitslag |  |
| ---------- | ----- | --------------------------- | ------- |  |
| 18/05/2023 | 15:00 | RFC Wetteren - KFC Turnhout | 3-0     |  |

Nationaal voetbal · Regionaal voetbal · Provinciaal voetbal · KBVB · Nationaal voetbalelftal · Nationaal dameselftal
Belgisch nationaal voetbal
Eerste klasse A · Eerste klasse B · Eerste nationale · Beker van België · Belgische Supercup
Super League · Eerste klasse (vrouwen) · Tweede klasse (vrouwen) · Beker van België (vrouwen) · Belgische Supercup (vrouwen)
Belgisch regionaal voetbal
Tweede afdeling · Derde afdeling
2016/17 · 2017/18 · 2018/19 · 2019/20 · 2020/21 · 2021/22 · 2022/23 · 2023/24 · 2024/25